# Hydrovatus glaber
Hydrovatus glaber är en skalbaggsart som beskrevs av Guignot 1953. Hydrovatus glaber ingår i släktet Hydrovatus och familjen dykare. Inga underarter finns listade i Catalogue of Life.